# Arnao
Arnao (en asturiano y oficialmente Arnáu) es un lugar de la parroquia de Laspra, en el concejo asturiano de Castrillón, en el norte de España. Dista 2 km de la capital del concejo, Piedras Blancas. Está situado a una altitud de 20 m s. n. m. y su población es de 177 habitantes (INE 2011)
La localidad posee una playa de 350 m de longitud, con acceso rodado y aparcamiento, conocida como la playa de Arnao.

## Historia
La historia de Arnao está marcada por el establecimiento en el siglo XIX de la Real Compañía Asturiana de Minas de Carbón para la explotación del carbón existente en el subsuelo de la localidad y por la historia posterior de la compañía y sus sucesoras hasta la actualidad.

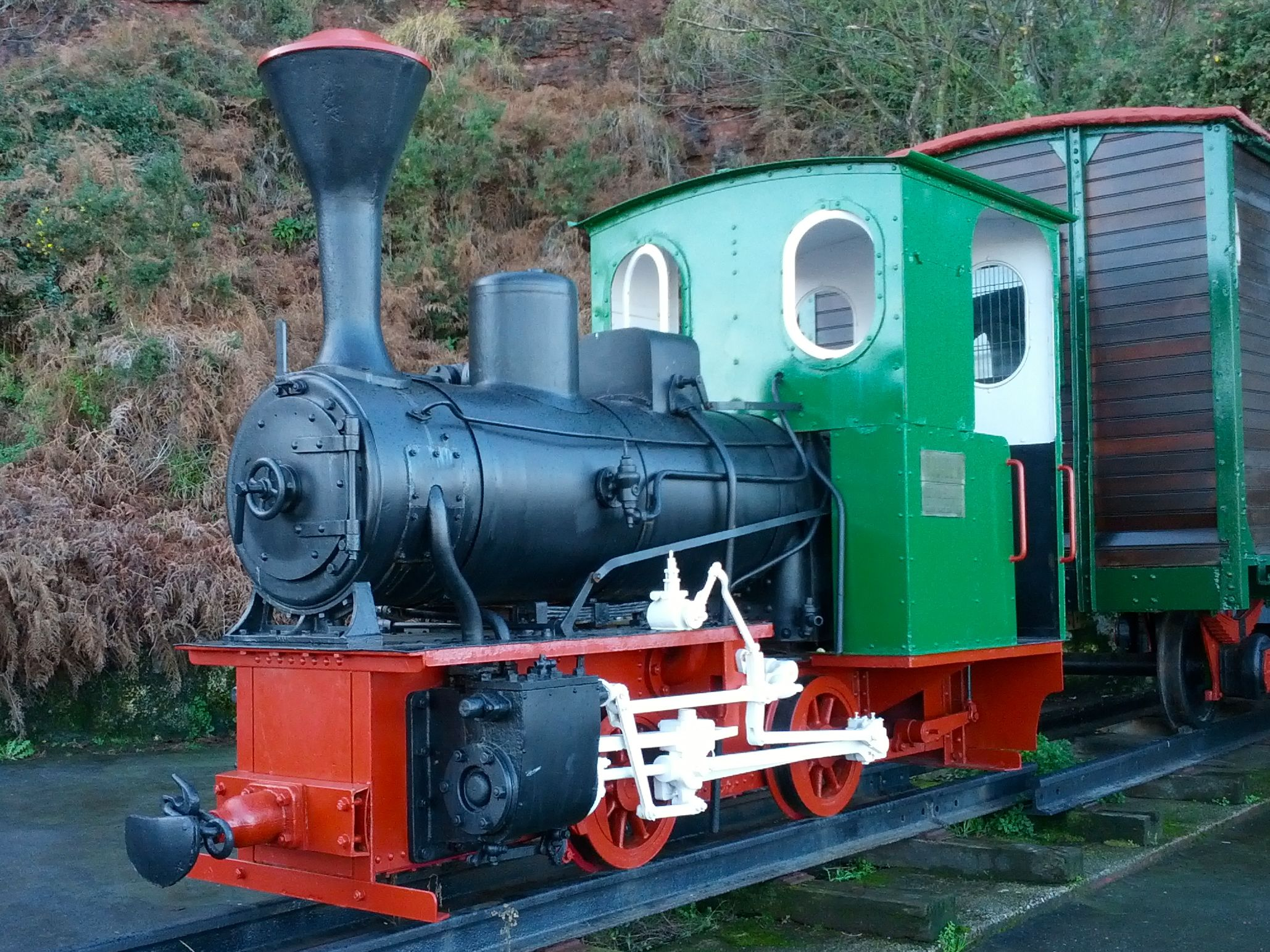
Locomotora Rojillín, en la cercana villa de Salinas (Castrillón).

Como testigos de esa historia quedan restos de la antigua mina, de la fábrica de zinc y del poblado surgido a iniciativa de la Real Compañía Asturiana de Minas, que forman parte del Patrimonio Cultural de Asturias. El conjunto histórico industrial de Arnao comprende los siguientes elementos:
- Casino

- Castillete y sala de máquinas
- Túnel de la playa de Arnao
- Escuela de Arnao
- Escuelas del Ave María

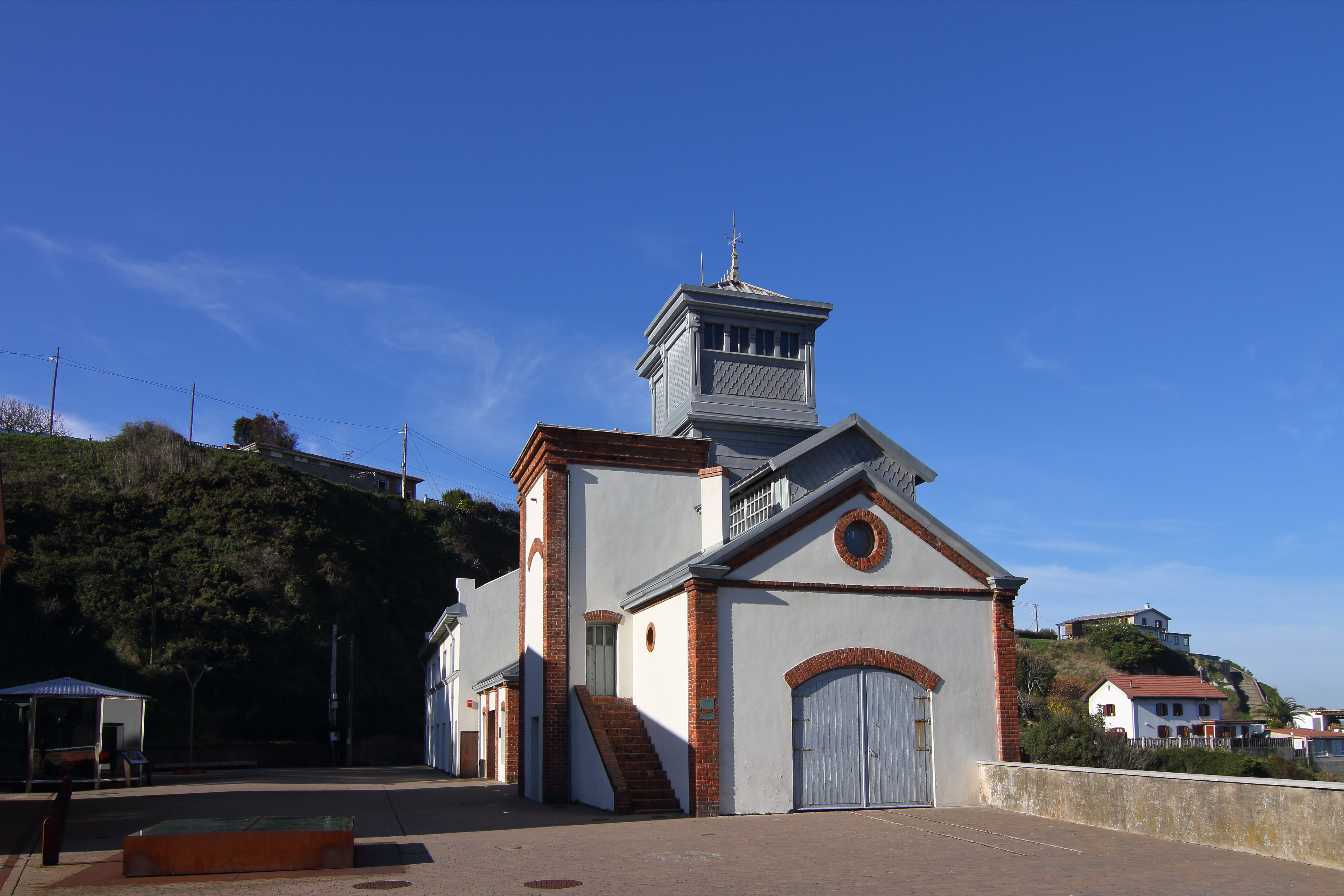
Castillete y museo minero de Arnao.

- Residencia de invitados de Asturiana de Zinc, S.A.
- Vivienda unifamiliar pareada (números 69 -Casa Liny 71)
- Vivienda unifamiliar en hilera (bloque “La República” en El Lugarón)
- Vivienda unifamiliar pareada (número 31 y contigua)
- Vivienda unifamiliar pareada (número 39 y contigua)
- Cuarteles de Arnao (cuatro viviendas en hilera)

- La Casona de Arnao

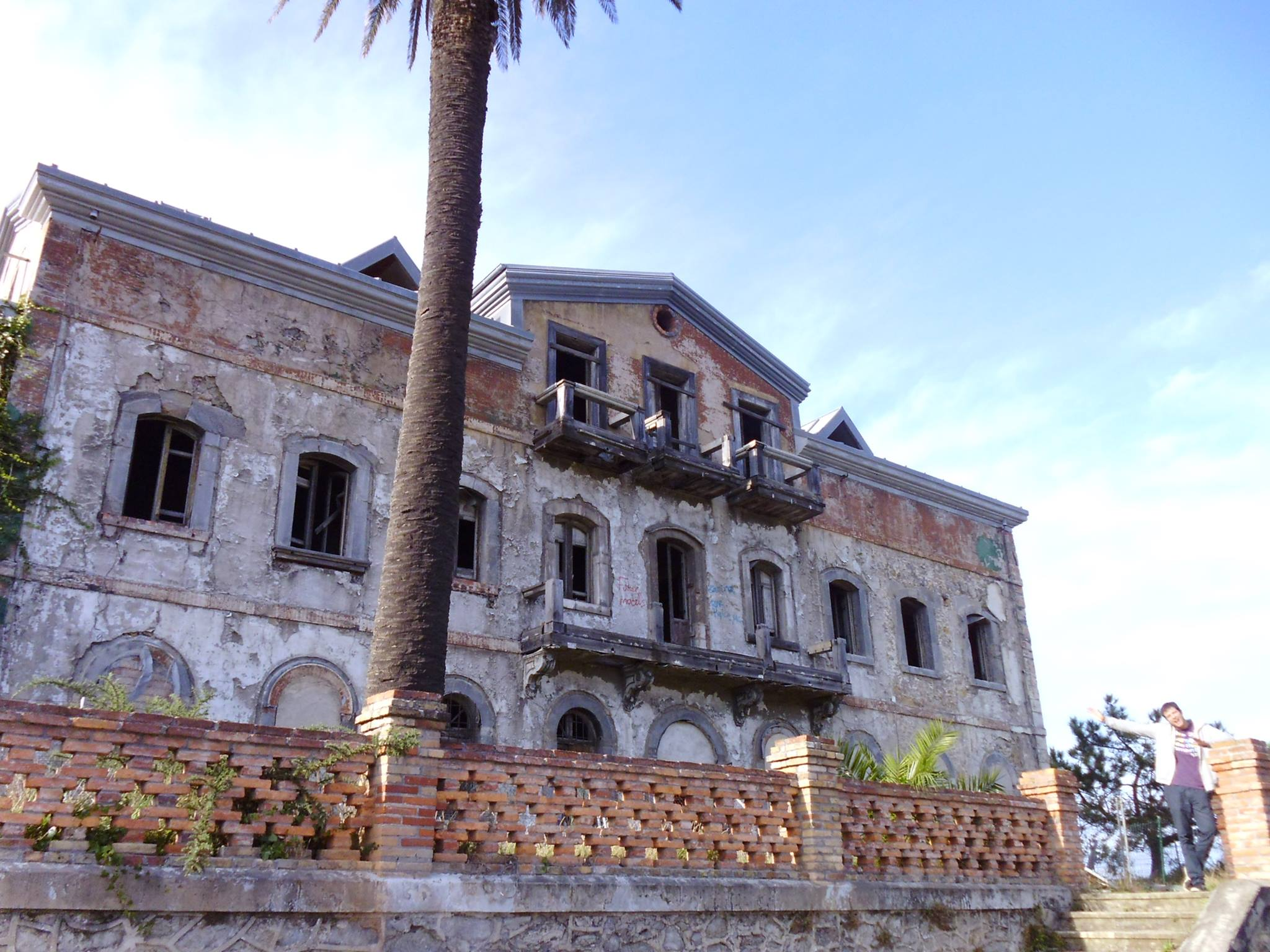
Casona de Arnao.

- Laboratorio de la Real Compañía Asturiana de Minas
- Casa del Químico
- Cuarteles de la RCAM junto al laboratorio
- Viviendas unifamiliares en hilera, “Casas de Eduardo Firme”
- Naves anteriores a la guerra civil de la fábrica de metalurgia de zinc y garita de control de los accesos
- Túnel del ferrocarril de Arnao y túnel viejo
- Chimenea de ventilación de Las Chavolas
- Viviendas unifamiliares en hilera en El Pontón (número 46 y contiguas)
- Conjunto de viviendas unifamiliares de Las Chavolas vinculadas a la RCAM
- Conjunto de viviendas unifamiliares de El Pontón vinculadas a la RCAM

- Locomotoras Eleonore y Rojillín

El conjunto histórico industrial de Arnao fue incluido en el Inventario del Patrimonio Cultural de Asturias por resolución de 1 de abril de 2006 de la Consejería de Cultura, Comunicación y Turismo del Principado de Asturias, publicada en el BOPA n.º 105, el martes 9 de mayo de 2006.
En 2007, el Ayuntamiento de Castrillón relanzó un proyecto para la recuperación del conjunto industrial de Arnao, para lo que se solicitó una subvención de los Fondos Europeos (FEDER). Esta actuación, bajo la denominación Proyecto de Desarrollo Sostenible para la recuperación del patrimonio histórico e industrial del entorno litoral de Castrillón (LICAST), obtuvo una ayuda en 2008 de estos fondos de 3,5 millones de euros, que ahora se completarán con recursos municipales hasta alcanzar una inversión total superior a los 5 millones de euros.
El proyecto LICAST pretende rehabilitar el castillete, una pieza arquitectónica singular y única en Asturias, así como hacer visitable una parte de las galerías de esta mina, que fue, además, la primera de pozo vertical de Asturias. El objetivo es recuperar el conjunto industrial, redefiniendo usos, al tiempo que se prevé una actuación de carácter medioambiental en esta zona degradada tras varias décadas sin ningún tipo de inversión.
La rehabilitación y mejora de toda esta área quedará concluida en 2011 si se cumplen las previsiones del Ayuntamiento, que ya trabaja en los proyectos y que ha realizado ya varios estudios de viabilidad y estado de la viejas galerías.
Dentro del LICAST, también se incluye una intervención en San Juan de Nieva, en este caso siguiendo la línea de la denominada "Ruta del Zinc", donde se prevén importantes inversiones para la mejora de la calidad de vida de sus residentes.
A esta intervención pública, se suma también otra en la antigua Casona de Arnao, que acomete la iniciativa privada. Este edificio, utilizada como residencia de los directores de la Real Compañía Asturiana de Minas, se convertirá en un importante complejo hostelero y de congresos, con una intervención en el inmueble y en los jardines aledaños, situados estratégicamente en una península que cierra la playa de Arnao en su extremo oriental.

## Núcleos
El lugar de Arnao, se divide, a su vez, en dos núcleos de población, cuyas poblaciones, según el padrón municipal de 2011, eran:
- La Fábrica: 144 habitantes.
- La Mina: 33 habitantes.

## Devónico de Arnao

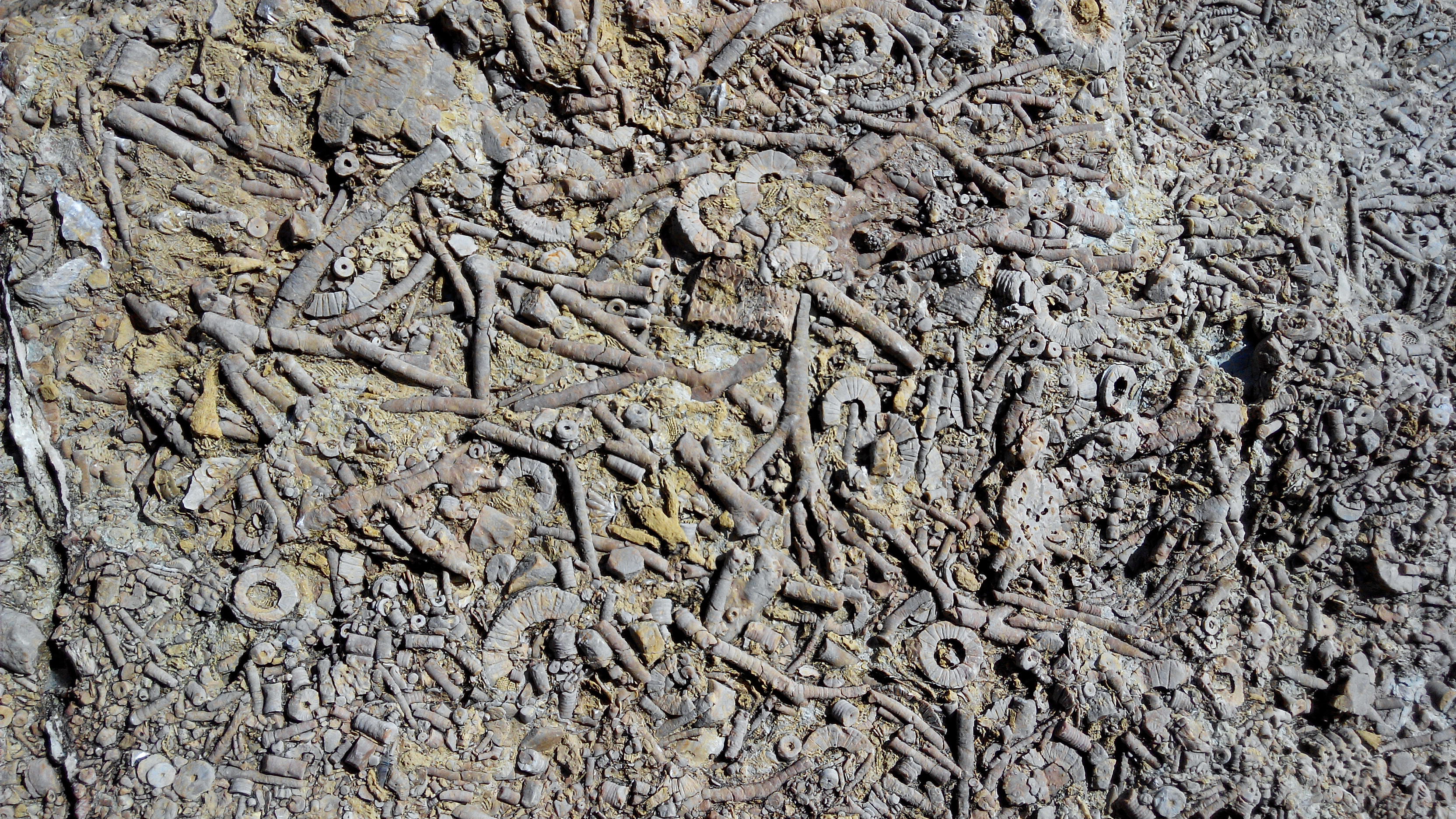
Restos de crinoideos y briozoos en el arrecife de Arnao.

En la localidad aflora el Devónico, con dos zonas de especial interés paleontológico, conocidas como el arrecife y la plataforma del Devónico de Arnao.  Ambas zonas han sido seleccionadas como Global Geosite.
El arrecife se sitúa entre la playa de El Cuerno y la de El Dólar y está atravesado por el conocido como túnel de Arnao, construido por la Real Compañía Asturiana de Minas para su ferrocarril al puerto de San Juan de Nieva a finales del siglo XIX.
La plataforma se encuentra al oeste de la playa de la localidad, en el cabo La Vela.